# Siegfried Loch
Siegfried "Siggi" Loch, född 6 augusti 1940, är grundare av skivbolaget ACT som är ett tyskt independentbolag inom jazzen. Loch grundade ACT 1992 i Hamburg, men bolaget är från 1998 lokaliserat till München.
Svens Jazz tilldelade Loch utmärkelsen Basisten  2023 med motiveringen: "En eldsjäl som givit svensk jazz ett ansikte internationellt."
Loch kom i kontakt med den musik som utvecklades av Jan Johansson, Georg Riedel och Bengt Arne Wallin redan på 1960-talet och har sedan dess knutit många svenska artister till ACT.
2010 tilldelades Loch svenska Nordstjärneorden för utländska medborgare för sina insatser för Sverige eller svenska intressen.